# Venturia altia
Venturia altia är en stekelart som först beskrevs av Morley 1913.  Venturia altia ingår i släktet Venturia och familjen brokparasitsteklar. Inga underarter finns listade i Catalogue of Life.